# 田村祐基
田村 祐基（たむら ゆうき、1985年12月31日 - ）は、広島県広島市東区牛田出身の元サッカー選手。ポジションはFW。広島県立吉田高校卒業。
現在は飲食店店長。

## 来歴
サンフレッチェ広島ジュニアユースからトップへ昇格した生え抜き選手としては初のプロ契約選手。
小学校2年時からサッカーを始める。広島ジュニアユース時代に中村重和や小野剛の指導を受けている。ユース時代の同級生に西山貴永、田坂祐介、前田和之。2003年日本クラブユース選手権初優勝、高円宮杯全日本ユース選手権3位、Jユースカップ優勝、天皇杯で水戸ホーリーホック相手に健闘するなど活躍、その中で田村は経験を積み一気に成長、トップ昇格にこぎつけた。
2004年、広島とプロ契約。同期入団は、青山敏弘、吉弘充志。練習でアピールし、デビュー戦となった対名古屋グランパスエイト戦で初得点を挙げている。試合経験を重ねるも、その後はコンディションを崩し出場機会を得られなくなった。その後、ブラジル･ESバイーアへ武者修行するものの、書類上の不手際で公式戦には出場できなかった。翌2006年髙萩洋次郎および森脇良太とともに愛媛FCにレンタル移籍し、翌2007年広島に復帰した。
2008年からはJ2に新規参入したFC岐阜に移籍するも出場機会が少なく、8月にJFL・ガイナーレ鳥取へレンタル移籍する事となった。移籍先の鳥取ではリーグ戦2得点と結果を残し、2009年もレンタル移籍期限1年延長で鳥取に残留することが決定したが、2009年のリーグ戦では無得点に終わり、シーズン終了後にはレンタル先の鳥取・レンタル元の岐阜、両チームを退団する事が決まった。
2010年、パラグアイへ活躍の場を移し、クラブ・グアラニーと契約するも前期終了後に退団。同年後期リーグからスポルティボ・トリンデンセと契約し主力として活躍する。2011年からスポルティボ・ルケーニョと契約、同年後期から2部に降格しているトリンデンセと再契約した。ただ以降は怪我が長引きプレーできず、これが原因となり現役引退した。
2014年現在、広島市中区大手町にある飲食店「さむらい」の店長として活躍している。

## 所属クラブ
ユース経歴
- 牛田新町SC
- 1998年 - 2000年 サンフレッチェ広島Jr.ユース（広島市立牛田中学校）
- 2001年 - 2003年 サンフレッチェ広島ユース（広島県立吉田高等学校）

プロ経歴
- 2004年 - 2007年  サンフレッチェ広島F.C
  - 2005年  ECバイーア (期限付き移籍)
  - 2006年  愛媛FC (期限付き移籍)
- 2008年 - 2009年  FC岐阜
  - 2008年 - 2009年  ガイナーレ鳥取 (期限付き移籍)
- 2010年  クラブ・グアラニー
- 2010年  トリンデンセ（スペイン語版）
- 2011年  スポルティボ・ルケーニョ
- 2011年  トリンデンセ

## 個人成績
| 国内大会個人成績 | 国内大会個人成績 | 国内大会個人成績 | 国内大会個人成績 | 国内大会個人成績             | 国内大会個人成績 | 国内大会個人成績 | 国内大会個人成績 | 国内大会個人成績 | 国内大会個人成績 | 国内大会個人成績 | 国内大会個人成績 |
| 年度             | クラブ           | 背番号           | リーグ           | リーグ戦                     | リーグ戦         | リーグ杯         | リーグ杯         | オープン杯       | オープン杯       | 期間通算         | 期間通算         |
| 年度             | クラブ           | 背番号           | リーグ           | 出場                         | 得点             | 出場             | 得点             | 出場             | 得点             | 出場             | 得点             |
| 日本             | 日本             | 日本             | 日本             | リーグ戦                     | リーグ戦         | リーグ杯         | リーグ杯         | 天皇杯           | 天皇杯           | 期間通算         | 期間通算         |
| ---------------- | ---------------- | ---------------- | ---------------- | ---------------------------- | ---------------- | ---------------- | ---------------- | ---------------- | ---------------- | ---------------- | ---------------- |
| 2004             | 広島             | 32               | J1               | 8                            | 1                | 1                | 0                | 0                | 0                | 9                | 1                |
| 2005             | 広島             | 15               | J1               | 0                            | 0                | 0                | 0                | -                | -                | 0                | 0                |
| ブラジル         | ブラジル         | ブラジル         | ブラジル         | リーグ戦                     | リーグ戦         | ブラジル杯       | ブラジル杯       | オープン杯       | オープン杯       | 期間通算         | 期間通算         |
| 2005             | バイーア         | -                | 全国2部          | 0                            | 0                | 0                | 0                | 0                | 0                | 0                | 0                |
| 日本             | 日本             | 日本             | 日本             | リーグ戦                     | リーグ戦         | リーグ杯         | リーグ杯         | 天皇杯           | 天皇杯           | 期間通算         | 期間通算         |
| 2006             | 愛媛             | 24               | J2               | 36                           | 3                | -                | -                | 0                | 0                | 36               | 3                |
| 2007             | 広島             | 13               | J1               | 0                            | 0                | 2                | 0                | 0                | 0                | 2                | 0                |
| 2008             | 岐阜             | 26               | J2               | 1                            | 0                | -                | -                | -                | -                | 1                | 0                |
| 2008             | 鳥取             | 26               | JFL              | 7                            | 2                | -                | -                | 1                | 0                | 8                | 2                |
| 2009             | 鳥取             | 18               | JFL              | 10                           | 0                | -                | -                | 0                | 0                | 10               | 0                |
| パラグアイ       | パラグアイ       | パラグアイ       | パラグアイ       | リーグ戦                     | リーグ戦         | リーグ杯         | リーグ杯         | オープン杯       | オープン杯       | 期間通算         | 期間通算         |
| 2010             | グアラニー       | 34               | プリメラ         |                              |                  |                  |                  |                  |                  |                  |                  |
| 2010             | トリンデンセ     |                  | プリメラ         |                              |                  |                  |                  |                  |                  |                  |                  |
| 2011             | ルケーニョ       |                  | プリメラ         |                              |                  |                  |                  |                  |                  |                  |                  |
| 2011             | トリンデンセ     |                  | セグンダ         |                              |                  |                  |                  |                  |                  |                  |                  |
| 通算             | 日本             | 日本             | J1               | 8                            | 1                | 3                | 0                | 0                | 0                | 11               | 1                |
| 通算             | 日本             | 日本             | J2               | 37                           | 3                | -                | -                | 0                | 0                | 37               | 3                |
| 通算             | 日本             | 日本             | JFL              | 17                           | 2                | -                | -                | 1                | 0                | 18               | 2                |
| 通算             | ブラジル         | ブラジル         | 全国2部          | 0                            | 0                | 0                | 0                | 0                | 0                | 0                | 0                |
| 通算             | パラグアイ       | パラグアイ       | プリメラ         | \|\|\|\|\|\|\|\|\|\|\|\|\|\| |                  |                  |                  |                  |                  |                  |                  |
| 通算             | パラグアイ       | パラグアイ       | セグンダ         | \|\|\|\|\|\|\|\|\|\|\|\|\|\| |                  |                  |                  |                  |                  |                  |                  |
| 総通算           | 総通算           | 総通算           | 総通算           | 62                           | 6                | 3                | 0                | 1                | 0                | 66               | 6                |

## 出場歴・タイトル

### クラブチーム
アンダーカテゴリー
- 日本クラブユース選手権（2001年ベスト4、2003年優勝）
- 高円宮杯全日本ユース選手権（2001年ベスト4、2003年3位）
- Jユースカップ（2001年ベスト8、2002年準優勝、2003年優勝）
- 天皇杯全日本選手権（2003年）
- 国民体育大会広島県代表（2003年）

トップチーム
- 公式戦初出場・初得点：2004年4月14日J1リーグ1stステージ第5節名古屋グランパスエイト戦
  - 45分、中山元気に代わって出場・1得点（49分）

### 代表
アンダーカテゴリー
- U-18日本代表候補（2004年）

## 参考資料
- WORLDFOOTBALL.net